# Сан-Пьетро-ди-Кадоре
Сан-Пьетро-ди-Кадоре (итал. San Pietro di Cadore) — коммуна в Италии, располагается в провинции Беллуно области Венеция.
Население составляет 1833 человека, плотность населения составляет 35 чел./км². Занимает площадь 52 км². Почтовый индекс — 32040. Телефонный код — 0435.
В Сан-Пьетро-ди-Кадоре родились два известных итальянских лыжника, олимпийские чемпионы и чемпионы мира Маурилио Де Зольт и Сильвио Фаунер.
Покровителями коммуны почитаются святой апостол Пётр и святая Лукия Сиракузская, празднование 13 декабря.